# Глиптика

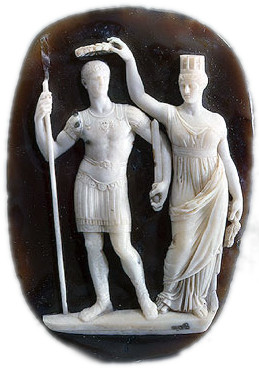
Камея императора Константина, сардоникс, IV век н. э., Эрмитаж, Санкт-Петербург

Гли́птика (фр. glyptique, от др.-греч. γλύφω — вырезаю, выдалбливаю) — искусство резьбы на цветных полудрагоценных камнях, геммах (или глиптах). Собрание глиптов (резных камней) называют глиптотекой. Термин «глиптика» употребляют преимущественно к малым формам, то есть по отношению к резьбе по поделочным и ювелирным материалам. Глиптика считается одним из наиболее древних искусств, известных человечеству.
Мастерством резьбы по твёрдому камню владели египетские, шумерские, вавилонские, ассирийские мастера. Особенно выделяются своей красотой и изысканностью выполнения резные камни Древней Греции и Италии. Здесь зародился специфический выразительный язык глиптики, который соединил в миниатюрных произведениях красоту минералов и виртуозную резьбу.
До конца IV века до н. э. древний мир знал лишь один вид гемм — инталии, дававшие на оттисках в мягкой глине или воске выпуклые зеркальные изображения. Только в эпоху эллинизма мастера глиптики, наряду с печатями-инталиями, начинают вырезать рельефные камеи. И если роскошные многоцветные камеи с их эффектным колоритом и пластикой являются памятниками своеобразной живописи в камне, то более скромные одноцветные инталии ближе графике.
Для резьбы использовали (агат, сердолик, гранаты, гематит, сардоникс), в качестве инструмента: лучковый вал (смычок) с ножным приводом, резцы и абразивные материалы, поскольку камни были твёрже металла того времени. В качестве абразива использовали порошок корунда или алмазную пыль с маслом и водой. Для окончательной полировки применяли порошок гематита с оливковым маслом. На одну камею мастер тратил месяцы, а то и годы. Использовали также подкладки из золотой или серебряной фольги.
Особая трудность резьбы инталий, помимо их миниатюрности, состояла в том, что мастер постоянно должен был иметь в виду обратное изображение. Покрытую абразивным материалом, углублённую, как бы негативную, инталию было необходимо время от времени очищать и делать пробные оттиски. Создание гемм было очень долгим и кропотливым занятием. Но твёрдость минералов сделала геммы поистине вечными. Дойдя через столетия до наших дней, они порой предстают перед нами такими, словно разрушительное время их совсем не коснулось.
Разнообразны сюжеты античных гемм. В них нашли отражение многие стороны материальной и духовной жизни античного мира: религия и политика, литература и театр, извечные человеческие отношения и быт. Иногда миниатюрные изображения являются единственным источником знакомства с жизнью древнего мира. Особенно ценны в них воспроизведения навсегда утраченных шедевров греческой живописи и пластики.
Интересна история многих хранящихся в российских музеях, главным образом в Эрмитаже, камей. Коллекционирование античных камей являлось предметом особых забот императрицы Екатерины II. Свою страсть к их собиранию она шутливо называла «камейной болезнью». Самое значительное приобретение императрицы было сделано в 1787 году, — (1500 гемм) из собрания Луи-Филиппа-Жозефа Орлеанского, которое в 1741 году обогатилось покупкой резных камней из собрания Пьера Кроза на распродаже после его смерти. С 2001 года треть этой коллекции экспонируется в Золотой гостиной Зимнего дворца под названием «Судьба одной коллекции. 500 резных камней из кабинета герцога Орлеанского». Именно из этого собрания происходят знаменитые поздне-эллинистические камеи «Жертва Приапу» и «Афродита с орлом». В 1792 году петербургская коллекция обогатилась приобретением собрания итальянского художника Дж. Б. Казановы и достигла десяти тысяч наименований. Эрмитажная коллекция пополнялась и в XIX веке. В 1814 году бывшая императрица Франции Жозефина Богарне подарила российскому императору Александру I «Камею Гонзага». В 1850 году Е. И. Голицына завещала императору Николаю I античную камею с головой Зевса. Поступали камеи из собраний барона А. Л. Николаи, генерала М. Е. Хитрово, вице-президента Академии художеств, князя Г. Г. Гагарина, собирателей Ю. Х. Лемме, В. И. Мятлева и других. В начале XX века для Императорского Эрмитажа была приобретена часть коллекции русского посла в Берлине П. А. Сабурова
С раннего Средневековья глиптика становится неотъемлемой частью христианской культуры. Образцы резьбы по камню мы находим в Византийском и древнерусском искусстве. Резные изображения Спасителя, Божией Матери и Святых стали неотъемлемой частью архиерейских облачений, они часто используются как вставки в панагиях и митрах. Основным камнем, используемым в культовых предметах, является лазурит.
Лучшие традиции древности возродили современные мастера-камнерезы. Они освоили технологию обработки таких непростых в работе камней, как топаз, берилл, изумруд и аметист. Замечательные образцы камнерезного творчества российских мастеров можно было увидеть на ежегодной выставке-ярмарке «Симфония самоцветов», регулярно проводимой в Москве Государственным геологическим музеем им. В. И. Вернадского.

## Галерея

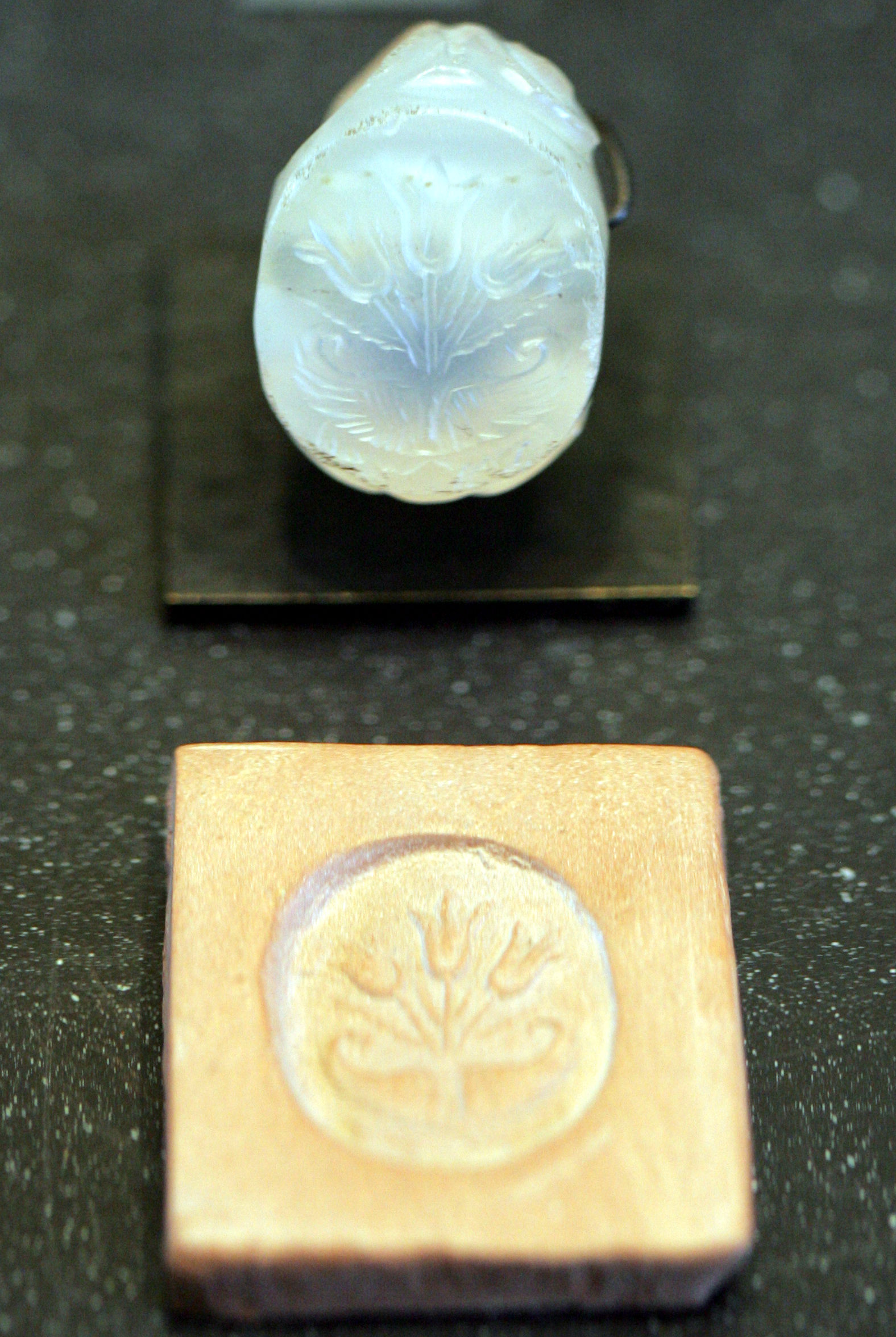
Печать Сасанидской империи. Лувр, Париж
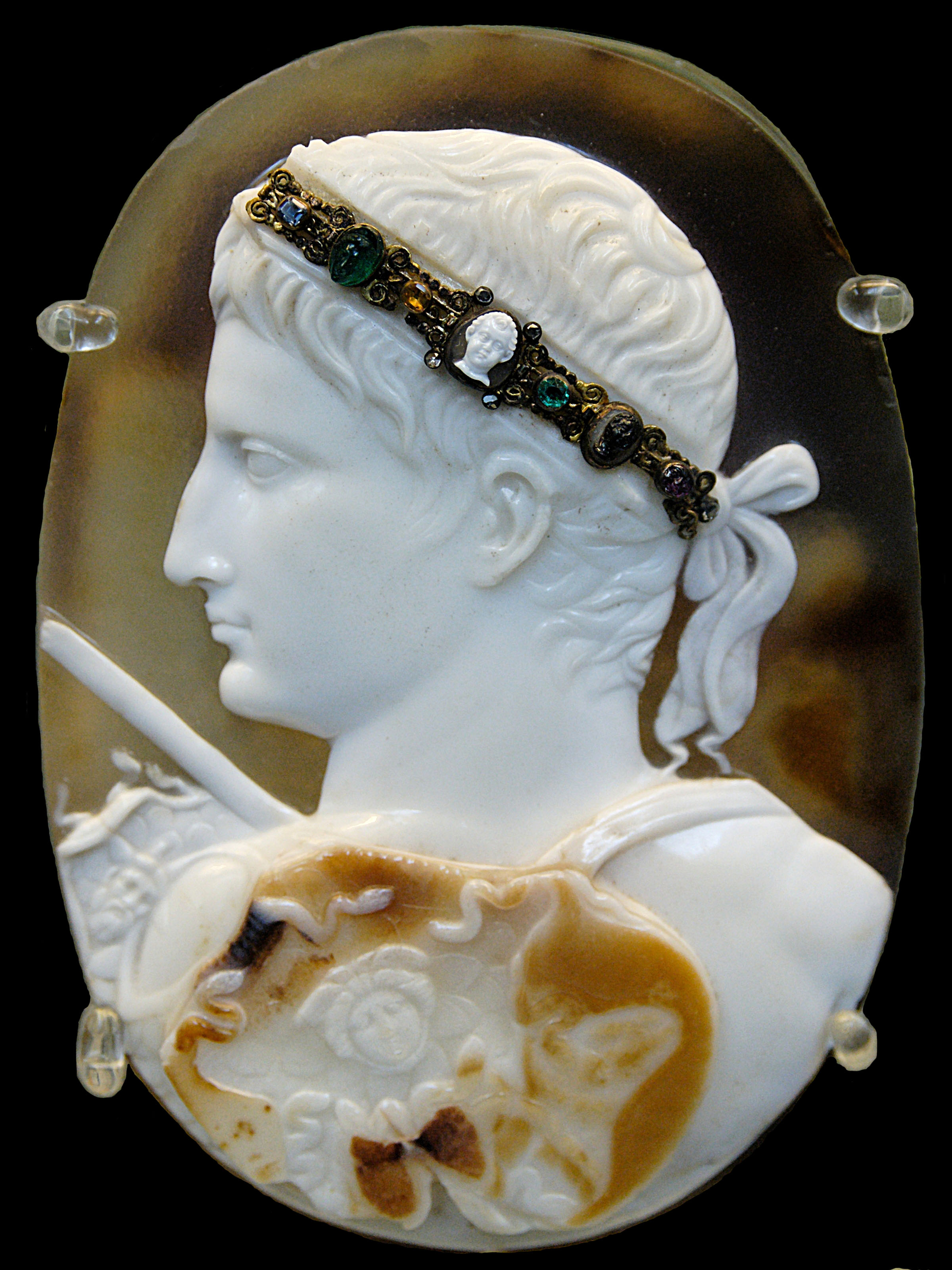
Портрет Октавиана Августа. Сардоникс. 14-20 гг. н.э. Средневековое обрамление. Британский музей, Лондон
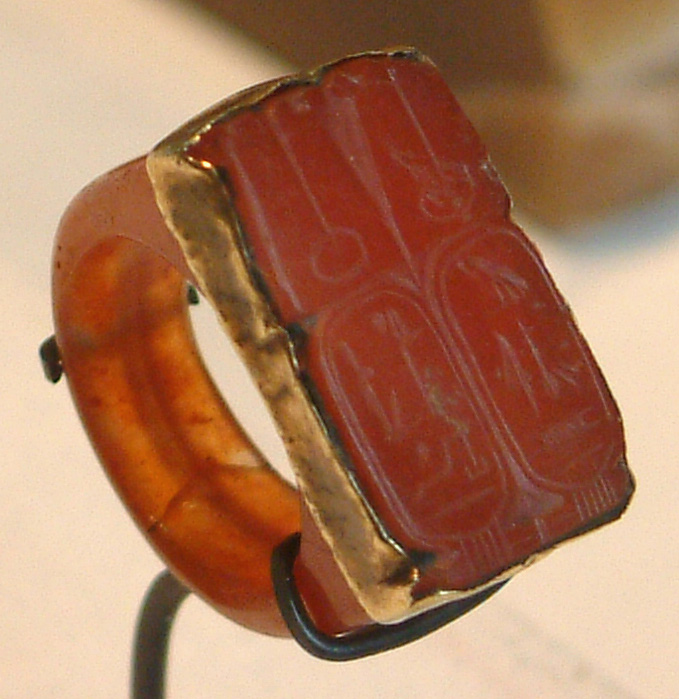
Печать Рамсеса II. Золото, сердолик. Лувр, Париж
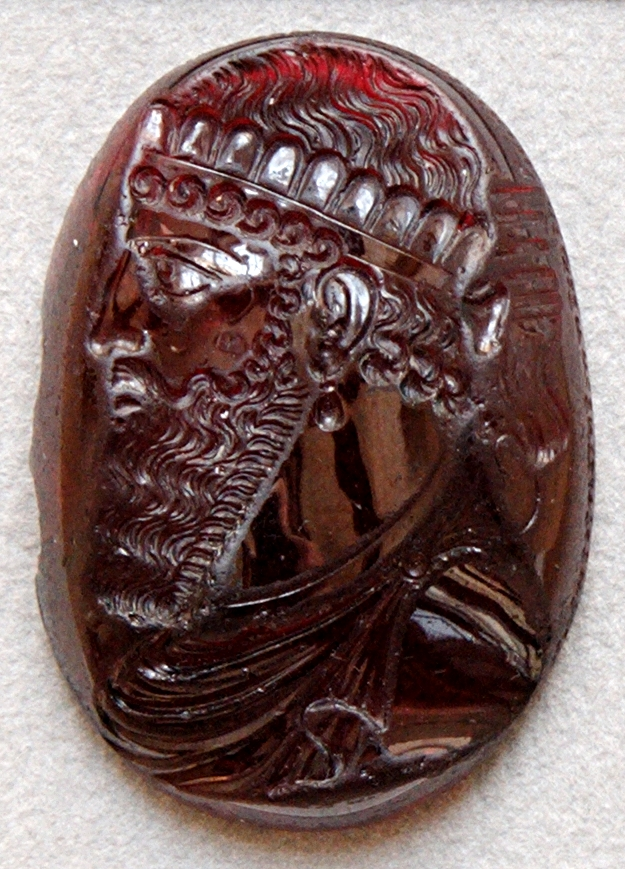
Инталия. Сасанидский шах. Гранат. Кабинет медалей Национальной библиотеки Франции, Париж
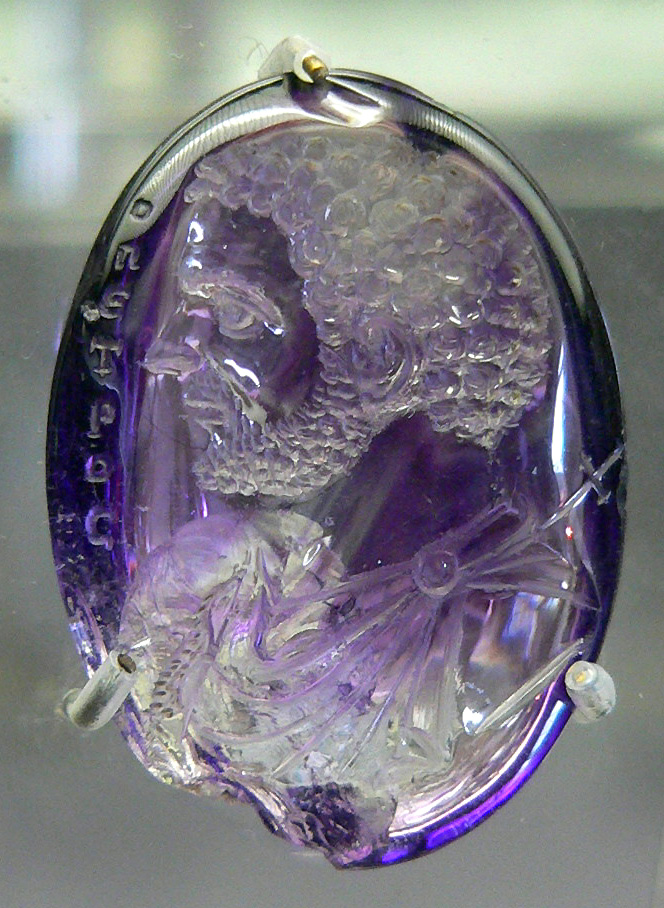
Инталия. Портрет императора Каракаллы, переделанный в Средневековье в образ Святого Петра. Аметист, ок. 212 г. н. э. Из сокровищницы Сент-Шапель в Париже.
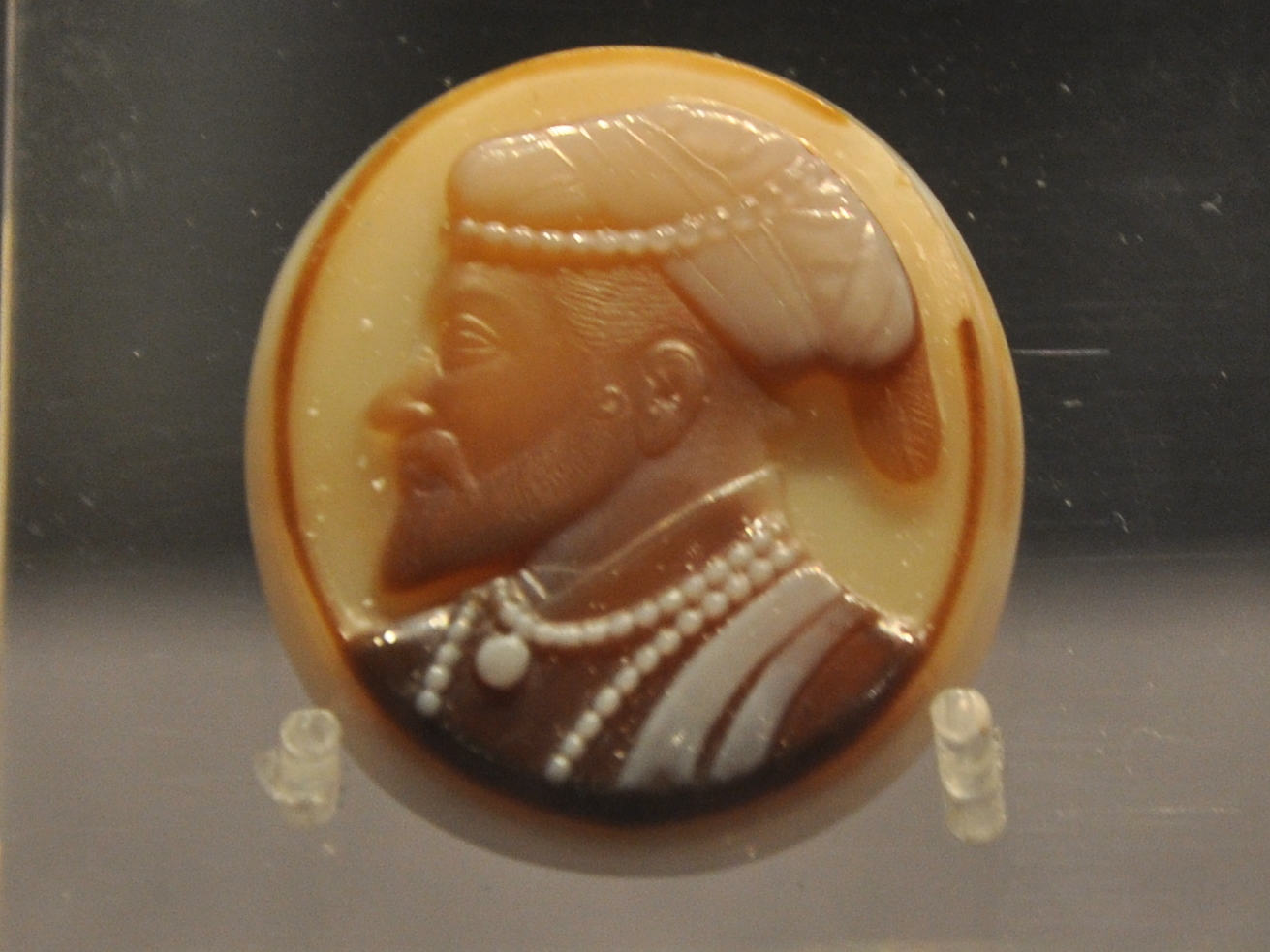
Камея императора Великих Моголов Шах-Джахана II. Европейская работа 1630-1640. Музей Виктории и Альберта, Лондон